# Зевою (Димбовіца)
Зевою (рум. Zăvoiu) — село у повіті Димбовіца в Румунії. Входить до складу комуни Могошань.
Село розташоване на відстані 60 км на північний захід від Бухареста, 29 км на південь від Тирговіште, 131 км на схід від Крайови, 111 км на південь від Брашова.

## Населення
За даними перепису населення 2002 року у селі проживали 988 осіб, усі — румуни. Усі жителі села рідною мовою назвали румунську.